# Martin Smedberg-Dalence
Martin Ramiro Guillermo Smedberg Dalence, oftast omnämnd som Martin Smedberg-Dalence, född 10 maj 1984 i Norrköping, är en boliviansk-svensk före detta fotbollsspelare som är assisterande tränare i Utsiktens BK. Han spelade under sin karriär för bland annat IFK Norrköping och IFK Göteborg. 
Smedberg-Dalence spelade mellan 2014 och 2016 för Bolivias landslag, efter att på juniornivå spelat för Sveriges U17- och U19-landslag. Smedberg Dalence har också spelat för IFK Uddevalla och IFK Göteborg i Svenska Futsalligan.

## Klubbkarriär
Martin Smedberg-Dalence inledde sin fotbollskarriär i Angeredsklubben Gunnilse IS i Göteborg. Inför säsongen 2004 gick han till IFK Göteborg. Där gjorde han sex allsvenska matcher men lyckades aldrig ta en ordinarie plats i startelvan. På grund av detta blev han under säsongen 2005 utlånad till Västra Frölunda IF. Han spelade säsongerna 2006–2010 i Ljungskile SK. De spelade under 2008 i Allsvenskan och under hans sista år i klubben var han lagkapten. I december 2010 värvades han av IFK Norrköping, vilka han skrev på ett treårskontrakt med. Den 31 oktober 2013 skrev han på ett 4-årskontrakt för IFK Göteborg.
Inför säsongen 2018 skrev Smedberg-Dalence på ett ettårskontrakt med Club Bolívar. I januari 2019 skrev han på ett ettårskontrakt med Always Ready. Den 31 januari 2020 blev Smedberg-Dalence klar för Utsiktens BK, där han skrev på ett treårskontrakt samt även fick en roll som assisterande tränare. I december 2020 skrev Smedberg-Dalence på ett nytt avtal som spelande tränare i klubben. I februari 2022 meddelade Smedberg-Dalence att han avslutade sin spelarkarriär men fortsatte som assisterande tränare i Utsiktens BK.

## Landslagskarriär
Martin Smedberg-Dalence spelade totalt 14 matcher för Sveriges U17-landslag. Han spelade även 21 matcher för Sveriges U19-landslag.
Martin Smedberg-Dalence har dubbelt medborgarskap, då hans far kommer från Bolivia. Den 14 oktober 2014 debuterade Smedberg-Dalence för Bolivias landslag i en 2–2-match mot Chile.